# کریستین آربولدا
کریستین آربولدا (انگلیسی: Christian Arboleda؛ زادهٔ ۲۰ فوریهٔ ۱۹۹۷) بازیکن فوتبال است.